# IC 2891
IC 2891 је спирална галаксија у сазвјежђу Лав која се налази на листи објеката дубоког неба у Индекс каталогу.
Деклинација објекта је + 12° 40' 39" а ректасцензија 11h 30m 48,1s. Привидна величина (магнитуда) објекта IC 2891 износи 15,7 а фотографска магнитуда 16,5.